# Fredrik Lundgren (handbollsspelare)
Fredrik Lundgren, född 2 maj 1979 i Karlskrona, Sverige, är en svensk handbollsspelare, som spelar som mittsexa.

## Karriär
Fredrik Lundgren startade  sin karriär i Karlshamn HF. Han började sedan spela för elitserielaget Guif och spelade där till 2004. Han lämnade klubben 2004 och efter en viss väntan fick han proffskontrakt i Danmark med Bjerringbro-Silkeborg. Han stannade bara ett år i Danmark. Sen tog han ett kontrakt för norska Nit Hak Nittedal. Efter en säsong där bytte han klubb till IL Vestli Håndboll, som då spelade i norska elitserien. Klubben fick dålig ekonomi och flyttades 2008 ner i division tre. Fredrik Lundgren tog timeout från handbollen en tid. Han återvände till norska Drammen HK 2010 som ersättare för Joakim Hykkerud som lämnat för en proffskarriär. Han spelade bara för klubben ett halvår. 2011 flyttade han till Oppsal i Oslo men efter en säsong gick han till Baekkelagets SK också en Osloklubb som spelar i högsta ligan. Han spelade kvar i klubben åtminstone till 2016. Fredrik Lundgren har under sina år i handbollen spelat för klubbar som inte tillhört den yppersta eliten så han har inga stora meriter. Efter 2016 avslutar han karriären. Han har inte spelat för A-landslaget.